# Autonome Lisu Prefectuur Nujiang

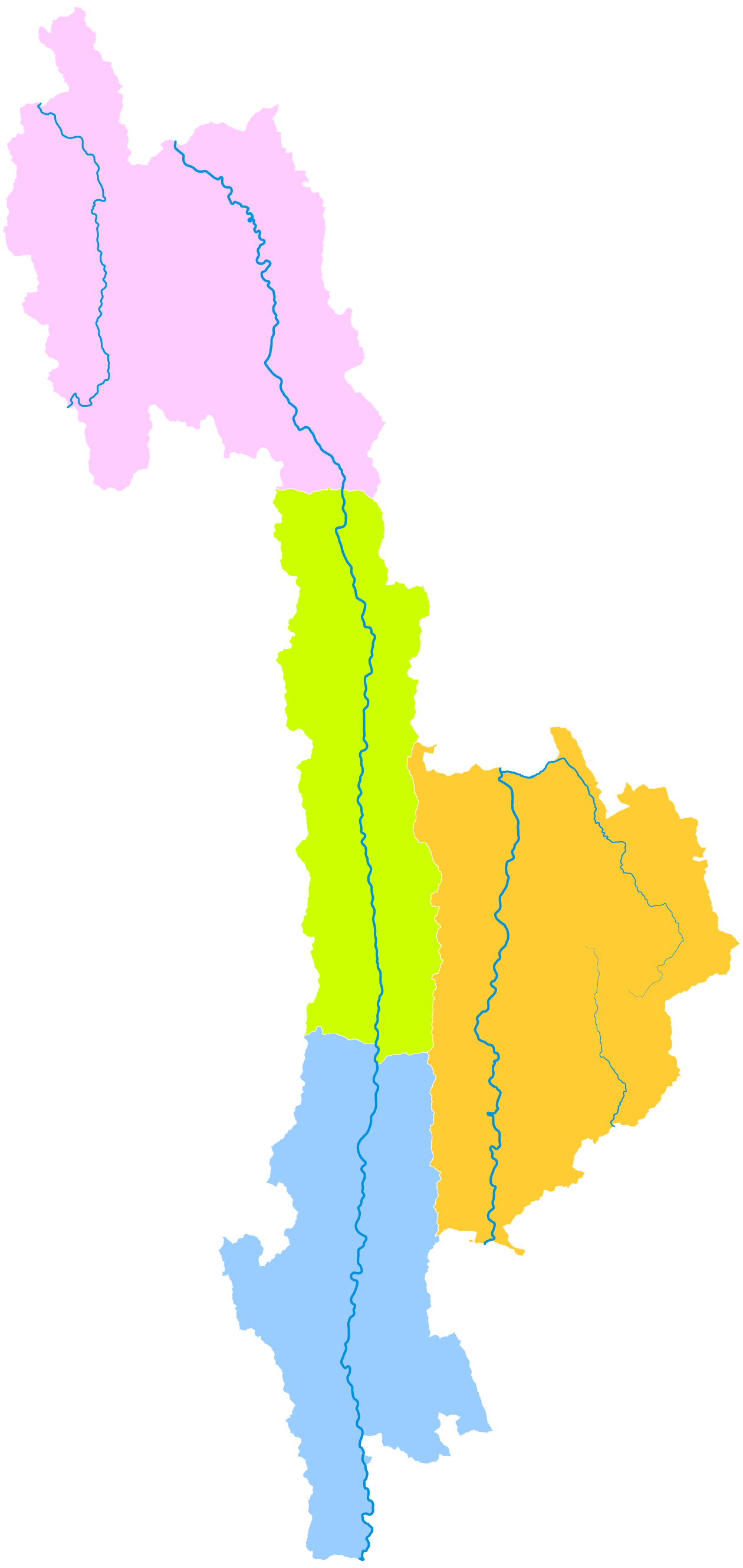
Administratieve indeling: roze: Gongshan, groen: Fugong, oranje: Lanping, blauw: Lushui

Nujiang is een autonome prefectuur in het noordwesten van de zuidwestelijke provincie Yunnan, Volksrepubliek China.
Hier volgt een lijst met het aantal van de Officiële etnische groepen van de Volksrepubliek China in deze autonome prefectuur:
| Nationaliteit | Aantal  | Percentage |
| ------------- | ------- | ---------- |
| Lisu          | 231.819 | 47,13%     |
| Bai           | 132.622 | 26,97%     |
| Han-Chinezen  | 64.585  | 13,13%     |
| Nu            | 26.670  | 5,42%      |
| Pumi          | 14.374  | 2,92%      |
| Yi            | 9.805   | 1,99%      |
| Derung        | 5.456   | 1,11%      |
| Naxi          | 2.121   | 0,43%      |
| Tibetanen     | 1.805   | 0,37%      |
| Dai           | 465     | 0,09%      |
| Hui           | 429     | 0,09 %     |
| Zhuang        | 342     | 0,07%      |
| Overige       | 1.331   | 0,28%      |